# São Félix de Balsas
São Félix de Balsas är en kommun i Brasilien.   Den ligger i delstaten Maranhão, i den östra delen av landet, 1 000 km norr om huvudstaden Brasília. Antalet invånare är 4 688.
Omgivningarna runt São Félix de Balsas är huvudsakligen savann. Runt São Félix de Balsas är det mycket glesbefolkat, med 4 invånare per kvadratkilometer.